# Скупіт

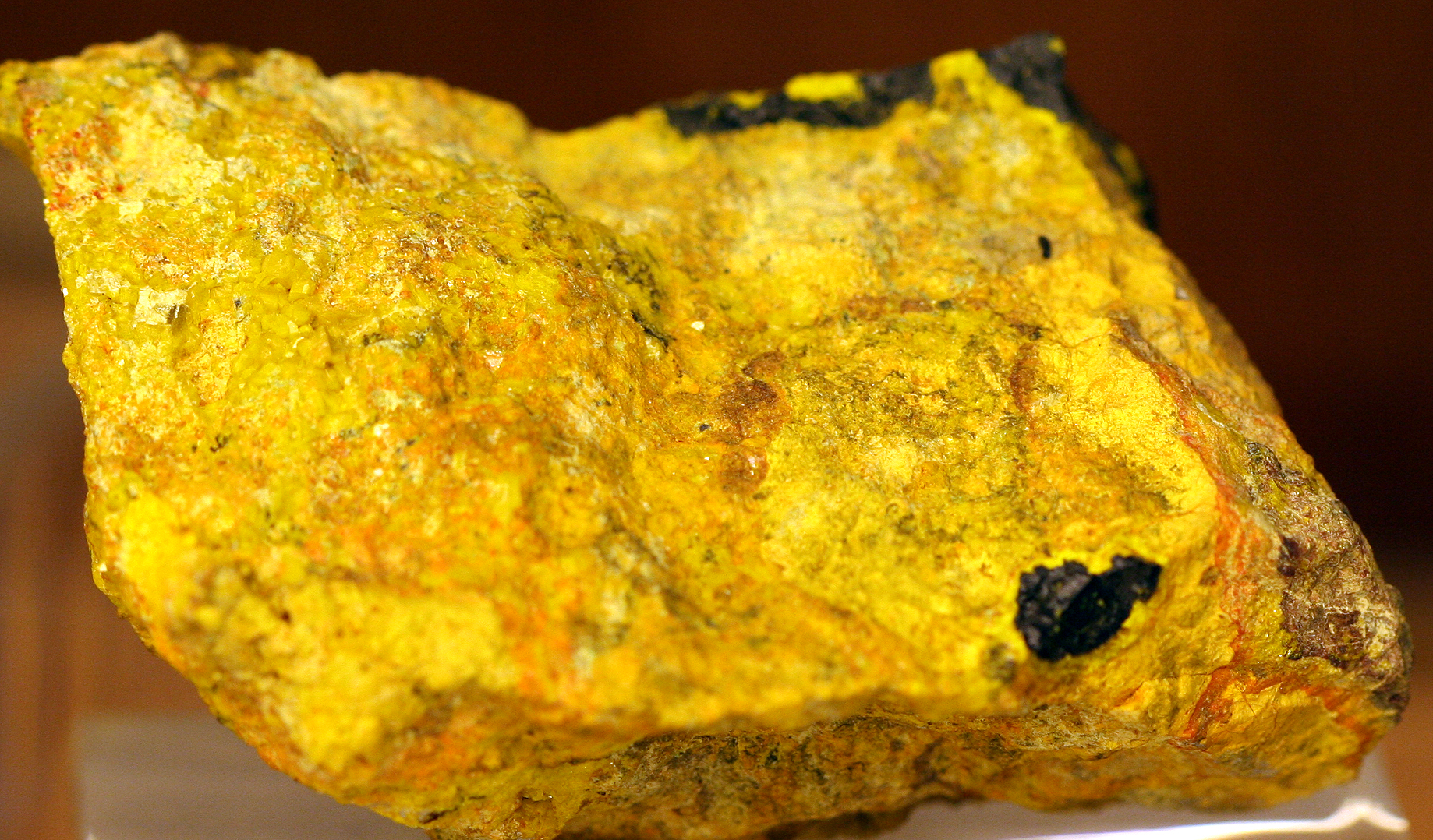
Скупіт

Скупіт — мінерал, водний оксид урану. За прізв. бельг. мінералога А.Схупа (A. Schoep), T.L.Walker, 1923. Син. — епіїантиніт, щопіт.

## Опис
Хімічна формула:
- 1. За Є. Лазаренком: 8[UO2|(OH)2]•8H2O.
- 2. За «Fleischer's Glossary» (2004): UO3•2(H2O).

Склад у %: UO3 — 87,6; H2O — 12,4.
Сингонія ромбічна. Ромбо-дипірамідальний вид. Форми виділення: дрібні таблички, пластинчасті або подовжені кристали, радіально-променисті аґреґати. Спайність досконала по (001). Густина 4,8. Тв. 2,0-3,5. Колір сірчано-жовтий до лимонно-жовтого. Риса жовта. Блиск алмазний. Напівпрозорий. Вторинний продукт зміни уранініту. Знаходиться разом з бекерелітом, кюритом, вадом кобальтистим, вторинними мінералами урану. Рідкісний.
Мінерал класифікується за вмістом урану до 72,9% як дуже високоактивний і має специфічну активність близько 130,5 кБк / г (для порівняння: природний калій 0,0312 Бк / г).

## Розповсюдження
Місця осн. знахідок: Вьользендорф та Хагендорф (Баварія), Ейвейлер (Рейланд-Пфальц), Менценшванд (Шварцвальд), ФРН; Бессін (вех. В'єнна, Франція); Маршалл-Пасс (шт. Колорадо, США); родов. Шинколобве (Конго). Рідкісний.

## Різновиди
Розрізняють:
- скупіт І (власне скупіт),
- скупіт ІІ (метаскупіт — частково зневоднений скупіт),
- скупіт III (параскупіт).